# Равалпинди
Равалпинди (пан. и урд. راولپنڈی‎, енгл. Rawalpindi) је град у Пакистану у покрајини Панџаб. Равалпинди је четврти по величини град у Пакистану. Према процени из 2006. у граду је живело 1.793.197 становника.
Педесетих година 20. века Равалпинди је био град средњег значаја са 180.000 житеља. За време изградње Исламабада (1959–1969), који је у близини, Равалпинди је био главни град земље. Због тога је снажно нарастао и изградио економију.

## Становништво
Према процени, у граду је 2006. живело 1.793.197 становника.
| 1981.   | 1998.     | 2006.     |
| ------- | --------- | --------- |
| 794.843 | 1.406.214 | 1.793.197 |